# Масляна кислота

Формула масляної кислоти

Масляна кислота (бутанова кислота С3Н7СООН, етилоцтова кислота СН3СН2СН2СООН) — одноосновна карбонова кислота. Назва масляної кислоти походить від латинського слова лат. butyrum або лат. buturum, що означає «вершкове масло», в якому вперше була виявлена масляна кислота. У 1818 році французький хімік Мішель Ежен Шеврель очистив її в достатній кількості, щоб вивчити її властивості. Як і решта простих аліфатичних одноосновних кислот має неприємний для людини запах. Неприємний запах масляної кислоти зазвичай відчувається в концентрації вище 10 частин на мільйон, цей запах характерний для людської блювоти.
Солі та ефіри масляної кислоти відомі як бутирати (бутаноати). Солі масляної кислоти (бутират кальцію або натрію) широко застосовуються як ефективні кормові добавки у тваринництві та птахівництві.
У промисловості масляну кислоту отримують каталітичним окисленням масляного альдегіду або бутанолу, а також зброджуванням с/г відходів, що містять крохмаль (маслянокисле бродіння).
Масляну і ізомасляну кислоту застосовують як екстрагенти лужноземельних металів (Са, Sr, Mg, Ba) при очищенні від них рідкісноземельних металів, для видалення солей Са, наприклад при декальцинуванні шкір; для синтезу ароматних речовин в парфумерії, ароматичних добавок в харчовій промисловості (метилбутират має запах яблука, ізоамілбутират — запах груші), пластифікаторів для лаків на основі ефірів целюлози, емульгаторів, ацетобутирату целюлози, який є основою атмосферостійких покриттів, бутирилхолінгалогенідів (субстрати для виявлення холінестерази). Показник кислотності (pKa) — 4.82.